# خوشبخت یوسف‌زاده
خوشبخت یوسف‌زاده (ترکی آذربایجانی: Xoşbəxt Yusifzadə Bağır oğlu؛ ۱۴ ژانویهٔ ۱۹۳۰ - ۳ اکتبر ۲۰۲۳) دانشمند آکادمیسین آذربایجانی بود. او در دوره‌ای معاونت اول شرکت دولتی نفت جمهوری آذربایجان را بر عهده داشت. وی دارای دکترای زمین‌شناسی و کانی‌شناسی بود.

## زندگی‌نامه
خوشبخت یوسف‌زاده ۱۴ ژانویه سال ۱۹۳۰ در شهرک پیرشاهی شهر باکو در آذربایجان شوروی سابق زاده شد. وی دانش‌آموخته آکادمی دولتی نفت آذربایجان در سال ۱۹۵۲ است.کارنامه خود را به عنوان زمین‌شناس آغاز نموده و بعدها به عنوان زمین‌شناس ارشد در نفت داشلاری مشغول به کار شد. سال ۱۹۷۰ بود، که به عنوان دستیار مدیر و زمین‌شناس ارشد در بخش تولید نفت و گاز دریایی منصوب شد. در سال ۱۹۸۷ مدرک دکتری زمین‌شناسی و کانی‌شناسی را به دست آورد. در سال ۱۹۹۴ به معاونت اول شرکت دولتی نفت جمهوری آذربایجان در مسائل زمین‌شناسی، ژئوفیزیک و توسعه میدان رسید. یوسیف‌زاده به کشف چندین میدان نفتی و گازی همچون بهار، گونشلی، آذری، چراغ، کپاز و غیره… شهرت دارد. وی همچنین عضو آکادمی ملی علوم جمهوری آذربایجان بود.

## آثار و جوایز
خوشبخت یوسف‌زاده تاکنون در کنار نگاشتن ۱۲۷ مقاله علمی و ۸ تک‌نوشت، ۴ اختراع را به نام خود به ثبت رساند. از وی دو بار با اهدای نشان پرچم سرخ کار تقدیر به عمل آمده‌است. وی همچنین نشان‌های «نشان افتخار کار»، جایزه دولتی (۱۹۸۲ و ۱۹۹۱)، نشان شرف، نشان استقلال (۱۳ ژانویه سال ۲۰۰۰) و تعداد زیادی مدال و جایزه را دریافت کرده بود.
خوشبخت یوسف‌زاده که زمین‌شناس افتخاری آکادمی ملی علوم شوروی سابق و مهندس افتخاری جمهوری آذربایجان بود. او همچنین عضو و قائم مقام «آکادمی بین‌المللی نفت شرقی» بود. این مهندس آذربایجانی در آکادمی بین‌المللی مهندسین روسیه عضویت غیرحضوری داشت. در ژانویه ۲۰۱۰، با حکم رئیس‌جمهور آذربایجان، هشتادمین سالگرد یوسف‌زاده در سطح دولت برگزار شد. وی نویسنده چندین کتاب در زمینه زمین‌شناسی و ایمنی در صنعت نفت بود. در سال ۲۰۰۹، عنوان دانشمند سال در ترکیه به یوسف‌زاده اختصاص یافت.
به فرمان الهام علی‌اف، رئیس‌جمهوری آذربایجان مورخ ۱۳ ژانویه سال ۲۰۲۰، در نودمین سالروزش، به خوشبخت یوسف‌زاده در پاس خدمات استثنایی و فعالیت مؤثر طولانی مدتش در پیشرفت صنعت نفت آذربایجان، نشان حیدر علی‌اف، عالی‌ترین مدال این کشور، اعطاء شد.

## زندگی شخصی
خوشبخت یوسف‌زاده متأهل و دارای دو فرزند بود.